# Système d’identification du répertoire des entreprises
Système d’identification du répertoire des entreprises (Abk.: SIREN, dt.: Identifizierungssystem des Unternehmensregisters) ist die Bezeichnung für den Unternehmenscode in Frankreich einschließlich der Überseegebiete und dient der eindeutigen Identifikation von Unternehmen und Einrichtungen.

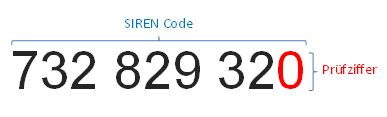

Der SIREN-Code wird vom Institut national de la statistique et des études économiques (INSEE) vergeben. Der Code hat 9 Zahlen. Die ersten 8 Zahlen dienen der Identifikation des Unternehmens, die neunte Ziffer ist eine Prüfziffer. Öffentliche französische Organisationen haben 1 oder 2 als erste Zahl. Mit der Prüfziffer wird die Richtigkeit des Codes überprüft und zur Berechnung der Prüfziffer der Luhn-Algorithmus verwendet.

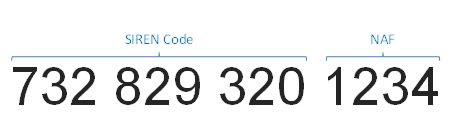

Die Vergabe des SIREN-Codes durch INSEE erfolgt der Reihe nach. Er wird von ISNEE bei der Unternehmensgründung vergeben und mit einem vierstelligen Tätigkeits-Code ergänzt. Aus diesem Code lässt sich die Haupttätigkeit des Unternehmens ablesen.
Der SIREN-Code muss auf Geschäftspapieren angegeben werden. Im Unternehmens- und Niederlassungsverzeichnis SIRENE (Système Informatique pour le Répertoire des Entreprises et des Etablissements) kann dann dieser Code auf die Gültigkeit abgefragt werden.
Der SIREN-Code wird komplett, inklusive der Prüfziffer an neunter Stelle in die französische Umsatzsteueridentifikationsnummer (Numéro d’identification des entreprises) integriert, wobei dann eine weitere, zweistellige Prüfziffer errechnet wird.